# 阴影照相
阴影照相是一种用于获取透明介质非均匀性的光学方法，如空气、水和玻璃。其与纹影摄影类似，但较简单。阴影照相时流体可视化的技术之一。

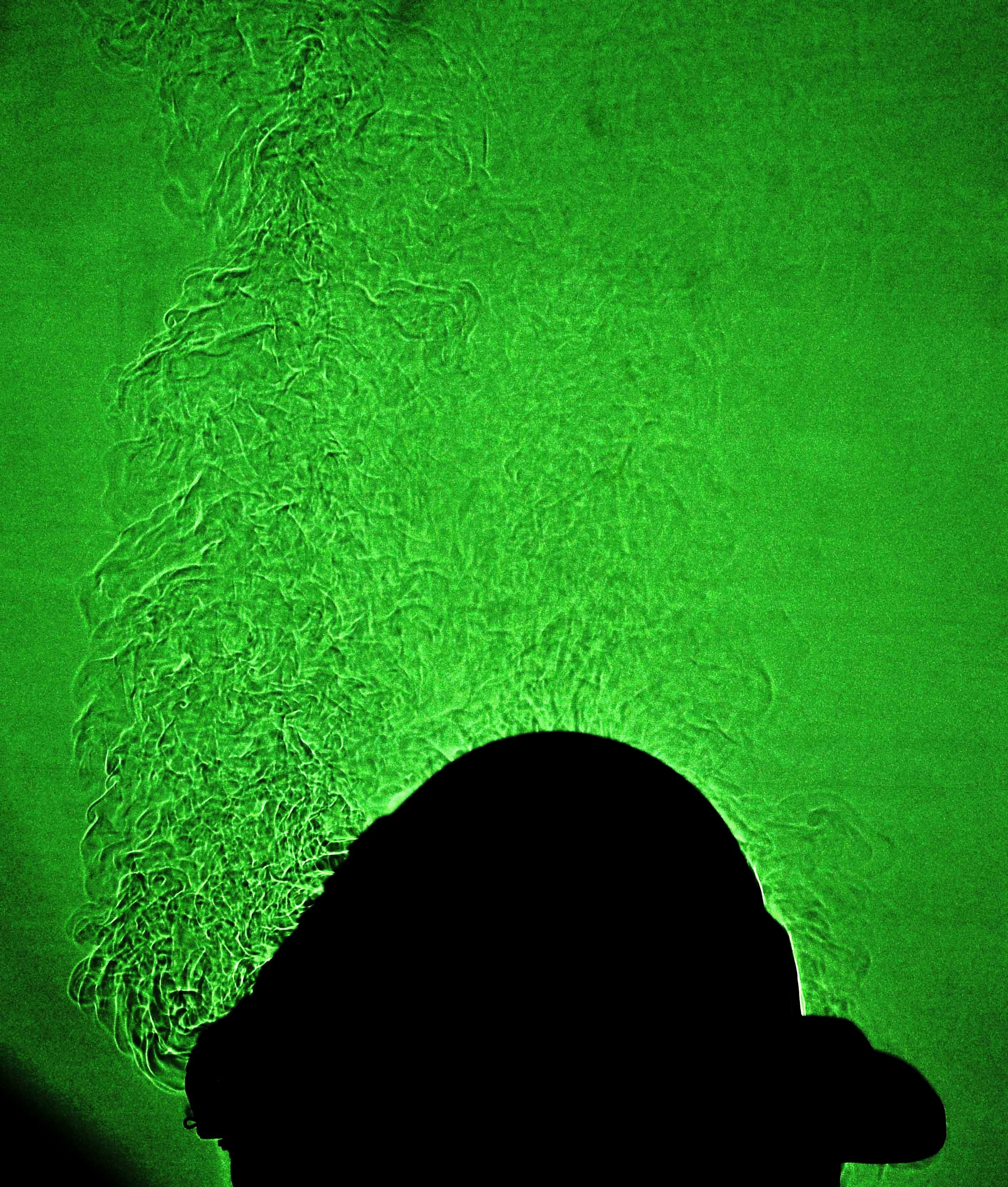
烤炉上升腾的热气产生的阴影

原则上，我们不能直接看到空气中温度的差异、气体的不同和冲击波。但是所有这些因素导致了折射率的改变影响光线传播，因此他们可以产生阴影。例如火导致的空气温度上升产生的羽状火焰，能够通过其在均匀阳光照射下的阴影看出来。